# François Henri de Peytes de Montcabrier
François Henri de Peytes de Montcabrier, né à Toulouse le 3 juin 1766 et mort à Noyen-sur-Seine (Seine-et-Marne) le 6 juin 1833 est un contre-amiral français.

## Vie familiale
François Henri, comte de Peytes de Montcabrier,, est né à Toulouse le 3 juin 1766 du mariage en 1765 de Joseph Saturnin de Peytes et de Marie-Josèphe Tannique de Saint-Lanne.

## Carrière dans la marine
Entré dans la marine en 1781, il est cité à l'ordre du jour le 10 juillet 1788 pour sa belle conduite lors de la prise d'un bateau pirate dans le port de Vitules en Morée.
Promu lieutenant de vaisseau en 1789, il est destitué par les révolutionnaires de Toulon le 30 novembre 1793. Réintégré en 1795 avec le grade de capitaine de frégate, il organise en 1803 la flottille de la Manche qu'il conduit à Boulogne-sur-Mer sous le feu des Anglais. Il est maintenu le 2 janvier 1804 chef d’État-major de cette flottille et commandant supérieur de tous les transports.
Nommé le 22 décembre 1806, commandant des stations maritimes et des batteries de côte et de rade des territoires des villes hanséatiques, il est cité à l'ordre de l'armée les 3 juillet et 24 août 1807 avec lettre de félicitations du ministre. Après une série de combats et de succès qui attirent sur lui l'attention de l'empereur, il est promu capitaine de vaisseau le 18 juillet 1808 puis envoyé l'année suivante en mission diplomatique à Copenhague. De retour à Hambourg, il réussit à empêcher en août 1809 la tentative de débarquement du duc de Brunswick qu'il bat complètement sur le Weser : ce brillant fait d'armes lui vaut une nouvelle lettre de félicitations du ministre en date du 31 août.
Il est promu capitaine de vaisseau en 1811.
En avril 1814, il reçoit le commandement de la flottille chargée de conduire l'Empereur à l'île d'Elbe, mission délicate et difficile qui lui vaut de Louis XVIII des lettres de félicitation les plus flatteuses et le titre de comte en 1818 ; nommé au commandement de la division du Levant en 1815, promu contre-amiral en 1818, il prend sa retraite le 26 août de la même année.
Retiré en Seine-et-Oise, il y devint conseiller d'arrondissement et maire de Port-Marly. Rappelé à l'activité le 31 janvier 1830, il reçoit la Liste des commandements de la Guadeloupe qu'il conserve jusqu'au 1er décembre et meurt au château de Noyen-sur-Seine (Seine-et-Marne) le 6 juin 1833.

## Distinctions
Il est chevalier de l'ordre de la Légion d'honneur le 26 Prairial An XII (14 juin 1804), promu officier le 18 août 1814, chevalier de l'ordre de l'Epée (Suède), promu en 1814 chevalier de l'ordre royal et militaire de Saint-Louis.

## Descendance
Il épouse Rosalie du Mas de Lamarche, dont :
- Olympe Marine de Peytes de Montcabrier[a 2], marié le 1er mars 1813 à Antoine Louis François Amédée Mégret de Sérilly (officier de marine) → d'où descendance
- Clotilde Rosalie de Peytes de Montcabrier[a 2], marié en 1814 à Anne François Victor Mégret de Sérilly (lieutenant-colonel d'artillerie), frère du précédent, sans postérité

## Pour approfondir

### Autres sources
1. ↑  État présent de la noblese française, Bachelin-Deflorenne, 1866, p. 847-848, [lire en ligne]
2. ↑  
« Les capitaines de vaisseau », sur le site de Thierry Pouliquen (consulté le 15 mars 2013).
3. ↑  Albert Révérend (vicomte), Jean Tulard, Titres, anoblissements et pairies de la Restauration, 1814-1830, p. 355, H. Champion, 1974.
4. ↑  « Dossier de l'ordre de la Légion d'honneur », base Léonore, ministère français de la Culture
5. ↑  Alexandre Mazas, Théodore Anne, Histoire de l'ordre royal et Militaire de Saint-Louis depuis son institution en 1693 jusqu'en 1830, Volume 3, p. 271, Firmin Didot frères, fils et Cie, 1861, [lire en ligne]